# Yijiang
För andra betydelser, se Yijiang (olika betydelser).
Yijiang är ett stadsdistrikt i Wuhus stad på prefekturnivå  i provinsen Anhui  i östra Kina. Sedan stadsdistriktet Sanshan skilts ut bildades det 2005 av den återstående delen av stadsdistriktet Matang. I juli 2020 blev Sanshan en del av stadsdistriktet Yijiang. Det ligger omkring 120 kilometer sydost om provinshuvudstaden Hefei.

## Administrativ indelning
Yijiang är indelat i nio stadsdelsdistrikt, en köping och en administrativ enhet på sockennivå.
Stadsdelsdistrikt (jiedao):

- Baoding (保定街道)
- Gao'an (高安街道)
- Huolong (火龙街道)
- Longhu (龙湖街道)
- Lugang (瀂港街道)
- Matang (马塘街道)
- Nanrui (南瑞街道)
- Sanshan (三山街道)
- Zhongnan (中南街道)

Köping (zhen):
- Eqiao (峨桥镇)

Område på sockennivå:
- Nanrui Dang Gong Wei (南瑞党工委（原南瑞街道已撤销）)